# 滝上中継局
滝上中継局（たきのうえちゅうけいきょく）は、北海道紋別郡滝上町元町にあるテレビとNHK-FM放送の中継局。

## 概要
- 滝上町で紋別市のオホーツクスカイタワーから出されている、紋別中継局の電波を受信できないことはない。しかし、地形的事情から受信感度が劣化するために設置されたが、偏波面はすべて水平偏波となっている。
- 基幹放送用周波数使用計画（昭和63年郵政省告示第661号）によると、アナログテレビ放送でも、デジタルテレビ放送でも、全局がプラン局扱いとなっている[1]。

## 送信施設

### デジタルテレビ放送
| リモコン キーID | 放送局名             | 物理 チャンネル | 空中線 電力 | ERP   | 偏波面   | 放送対象地域 | 放送区域 内世帯数 | 運用開始日      |
| --------------- | -------------------- | --------------- | ----------- | ----- | -------- | ------------ | ----------------- | --------------- |
| 1               | HBC 北海道放送       | 22              | 5W          | 8.9W  | 水平偏波 | 北海道       | 約1,400世帯       | 2009年 12月24日 |
| 2               | NHK 北見教育         | 13              | 5W          | 10.5W | 水平偏波 | 全国         | 約1,400世帯       | 2009年 12月24日 |
| 3               | NHK 北見総合         | 18              | 5W          | 10W   | 水平偏波 | オホーツク圏 | 約1,400世帯       | 2009年 12月24日 |
| 5               | STV 札幌テレビ放送   | 16              | 5W          | 8.7W  | 水平偏波 | 北海道       | 約1,400世帯       | 2009年 12月24日 |
| 6               | HTB 北海道テレビ放送 | 20              | 5W          | 8.9W  | 水平偏波 | 北海道       | 約1,400世帯       | 2009年 12月24日 |
| 7               | TVh テレビ北海道     | 14              | 5W          | 8.1W  | 水平偏波 | 北海道       | 約1,320世帯       | 2013年11月29日  |
| 8               | UHB 北海道文化放送   | 24              | 5W          | 8.5W  | 水平偏波 | 北海道       | 約1,400世帯       | 2009年 12月24日 |

- NHK北見放送局とTVhテレビ北海道を除く民放は、2009年10月19日に予備免許交付、12月10日から試験放送開始、12月24日に本免許交付で、同日から本放送開始。
- TVhテレビ北海道は、2013年8月7日予備免許交付、10月29日試験放送開始、11月29日に本免許交付で、同日から本放送開始[2]。受信元である紋別中継局も、同日に開局した[2][3]。

### アナログテレビ放送
| チャンネル | 放送局名             | 空中線 電力        | ERP                | 放送対象地域 | 放送区域 内世帯数 | 運用開始日      |
| ---------- | -------------------- | ------------------ | ------------------ | ------------ | ----------------- | --------------- |
| 4          | NHK 北見総合         | 映像30W/ 音声7.5W  | 映像57W/ 音声14W   | オホーツク圏 | -                 | 1964年 9月24日  |
| 6          | STV 札幌テレビ放送   | 映像30W/ 音声7.5W  | 映像58W/ 音声14.5W | 北海道       | -                 | 1965年 10月23日 |
| 10         | HBC 北海道放送       | 映像30W/ 音声7.5W  | 映像53W/ 音声13.5W | 北海道       | -                 | 1968年 10月31日 |
| 12         | NHK 北見教育         | 映像30W/ 音声7.5W  | 映像57W/ 音声14W   | 全国         | -                 | 1964年 9月24日  |
| 60         | HTB 北海道テレビ放送 | 映像50W/ 音声12.5W | 映像50W /音声12.5W | 北海道       | -                 | -               |
| 62         | UHB 北海道文化放送   | 映像50W/ 音声12.5W | 映像50W /音声12.5W | 北海道       | -                 | -               |
| 58         | TVh テレビ北海道     | 開局せず           | 開局せず           | 開局せず     | 開局せず          | 開局せず        |

- アナログ放送は、2011年7月24日をもってすべて廃止された。

### FMラジオ放送
| 周波数  | 放送局名   | 空中線 電力 | ERP | 放送対象地域 | 放送区域 内世帯数 | 運用開始日      |
| ------- | ---------- | ----------- | --- | ------------ | ----------------- | --------------- |
| 83.6MHz | NHK 北見FM | 10W         | 10W | オホーツク圏 | -                 | 1969年 11月20日 |

## 備考

### 放送エリア
滝上町全域。

### 設置住所
紋別郡滝上町元町の滝上公園北部。

### その他
- アナログテレビジョン放送では音声多重放送非実施（NHK北見放送局は実施）。
- デジタルテレビジョン放送では、一般のテレビでデータ放送・字幕放送・音声多重放送を楽しめる。